# Longa Morte
Longa Morte ist eine 2011 gegründete Funeral-Doom-Band.

## Geschichte
Der als „Set“ agierende Viktor Set‘ko veröffentlicht von 2012 bis 2018 regelmäßig Material mit dem 2011 gegründeten Soloprojekt Longa Morta. Nach 2018 nahm Set‘ko unter dem Bandnamen Mesto Dlja Kurenija die Depressive-Black-Metal-EP Плохо auf und gründete das Postrock-Projekt Tsunami, während weitere Veröffentlichungen von Longa Morte ausblieben. Während das Gros der Veröffentlichungen im Selbstverlag erschien, erschien das 2017 veröffentlichte Album Zvezdopad über Satanarsa Records. In einer für Doom-Metal.com veröffentlichten Rezension wurde das Album als „fantastisch“ gerühmt und dem Projekt herausstechend „Qualität“ und „Schönheit“ attestiert. Auch weitere Webzines wie das russische Headbanger.ru und das belarussische Hitkiller.com lobten Zvezdopad.

„What I can‘t get over is how simple the music is and yet how huge it is. The melancholic aspects are more than the focal point but tastefully so. It's so slow and so heavy but the lead work is so good despite being minimalist.“

„Was mich nicht loslässt ist, wie einfach und groß die Musik gleichzeitig ist. Die melancholischen Aspekte sind mehr als nur der Mittelpunkt, aber dabei geschmackvoll gehalten. Es ist so langsam und heavy, aber die Melodieführung ist so gut obwohl sie minimalistisch ist.“

## Stil
Als Longa Morte spielt Set‘Ko der Bandbeschreibung von Doom-Metal.com einen Funeral Doom mit Analogien zu jenem von Mistress of the Dead und Worship. Die spärlich instrumentierte Musik besitzt einen dumpfen Klang. Der Gesang wird als Growling dargebracht. Das Gitarrenspiel sowie das des Keyboards bleiben laut Rezensenten in einem minimalistischen Grundtenor, besitzen jedoch ebenso leichte Tendenzen zum Death Doom.

## Diskografie
- 2012: …In the End (Split-Album mit Kolodrianatrum, Selbstverlag)
- 2013: Longa Morte (Album, Selbstverlag)
- 2014: Лимб (Album, Selbstverlag)
- 2016: Escapism (Album, Selbstverlag)
- 2016: Exitstence (EP, Selbstverlag)
- 2017: Zvezdopad (Album, Satanarsa Records)